# カイルベク・スレイメノフ
カイルベク・ショシャノヴィッチ・スレイメノフ（Каирбек Шошанович Сулейменов、1949年5月12日 - ）は、カザフスタン共和国の政治家、警察官僚、軍人。大将。

## ソ連時代
ロシア、ノヴォシビルスク市出身。カザフ人。ノヴォシビルスク市の第144中学校の10学年を卒業し、MSP-472の修理工として働く。
1969年、ノヴォシビルスク市執行委員会内務局刑事捜索課に勤務。1972年、スヴェルドロフ法律大学ノヴォシビルスク分校卒業後、クイブイシェフ市検察庁の取調官となる。
1975年、アルマ・アタ市フルンゼンスキー地区検察庁に異動し、1976年1月、アルマ・アタ市検察庁先任取調官に任命される。1976年8月～1979年5月、アルマ・アタ市レーニンスキー地区検事次長。
その後、カリーニンスキー地区内務課副課長。1981年1月、アラタウスキー地区内務課副課長。1981年11月～1986年5月、レーニンスキー地区内務課長。1986年5月、東部輸送機関内務局副局長。
1987年7月、カザフスタン共産党アルマ・アタ市委員会行政機関課主任。1988年12月、州委員会国法課主任。1989年1月、中央委員会国法課副主任。1990年5月、大統領府と内閣の国法課主任。

## カザフスタン共和国時代
1991年10月、内務第一次官。1992年～1995年、国家顧問。1995年10月～2000年12月、内務相。2000年12月、内務第一次官。2002年～2003年、内務相。2003年～2008年、カザフスタン国内軍司令官。
2008年8月19日～2009年9月3日、大統領補佐官兼カザフスタン共和国安全保障会議書記。

## パーソナル
息子のチムールは、アルマトゥイ市検事次長。